# Beroun (Berouni járás)
Beroun (németül Beraun, régebben Bern) település Csehországban, a Berouni járásban.  Lakosainak száma 21 272 fő (2024. január 1.).

## Fekvése
Beroun Vráž, Svatý Jan pod Skalou, Tetín, Železná, Nižbor, Srbsko, Králův Dvůr, Koněprusy, Chyňava, Hýskov és Bubovice településekkel határos.

## Története
A mai város területének első települését 1088-ból említik. 1295-ben már erődített királyi város állt, amelynek lakói között számos német kereskedő volt. 1421. április 1-jén, 15 nappal Komotau elfoglalása után, Berount a huszita csapatok foglalták el, Jan Žižka vezetésével. A város lakói közül többségbe kerültek a csehek. A város jelentősége csökkent, főleg javainak 1547-ben történt elkobzása és a harmincéves háború után. 1714-től 1791-ig Beroun megyeszékhely volt. Ekkor a megyeszékhelyet Berounból Prágaba helyezték át. A város a 19. század második felében indult ismét fejlődésnek, miután ércet és mészkövet találtak a területen, továbbá a  textilipar megtelepedett Berounban.
2002 augusztusában Berount árvíz sújtotta. 

## Látnivalók
- A középkori városfalak lebontása után megmaradt két kaputorony, nevezetesen a Plzeňská brána (Pilzeni kapu) és a Pražská brána (Prágai kapu).
- Szent Jakab-templom (Kostel svateho Jakuba)

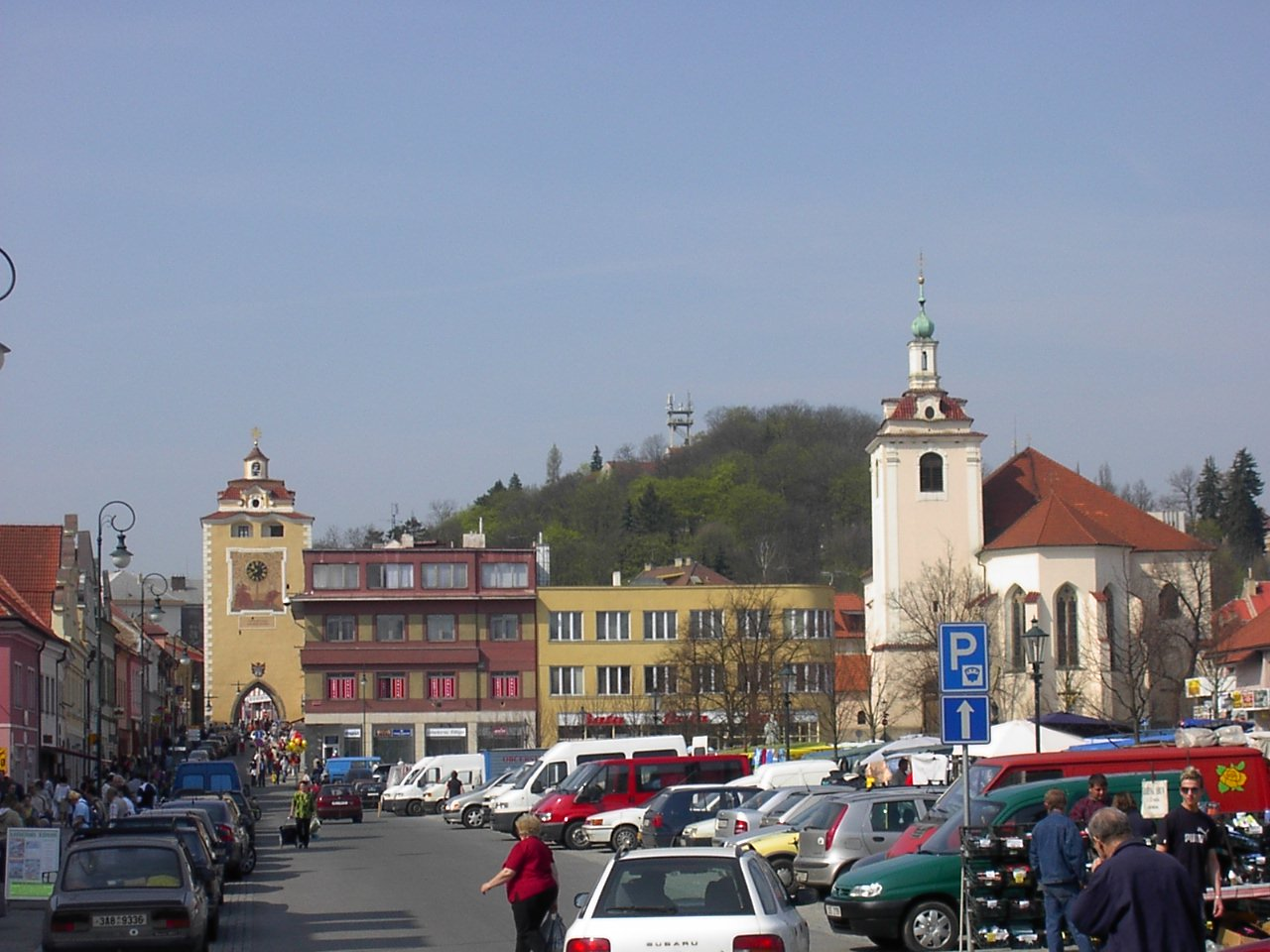
A Pilzeni kapu (a kép baloldalán)

## Nevezetes személyek
- Josef Jungmann (1773–1847), nyelvész Berounban tanult
- Alois Čenský (1868–1954), építész
- Jan Preisler (1872–1918), festőművész
- Václav Talich (1883–1961), karmester

## Népesség
A település lakosságának változását az alábbi diagram mutatja:
| Lakosok száma | 5167 | 9693 | 12 107 | 15 992 | 23 580 | 18 819 | 19 207 | 19 510 | 20 551 | 21 272 |
|               | 1869 | 1900 | 1921   | 1961   | 1980   | 2011   | 2016   | 2019   | 2021   | 2024   |

## Fordítás
Ez a szócikk részben vagy egészben  a   Berounn című német Wikipédia-szócikk ezen változatának fordításán alapul.  Az eredeti cikk szerkesztőit annak laptörténete sorolja fel. Ez a jelzés csupán a megfogalmazás eredetét és a szerzői jogokat jelzi, nem szolgál a cikkben szereplő információk forrásmegjelöléseként.